# Балаши (Опочецкий район)
Балаши — деревня в Опочецком районе Псковской области. Входит в состав Матюшкинской волости.
Расположена в 12 км к северу от центра города Опочка, на автодороге М20 (участок Опочка — Псков), у левобережья реки Великая.
Численность населения составляет 14 жителей (2000 год).